# Падилья Нерво, Луис
Луис Падилья Нерво (исп. Luis Padilla Nervo; 19 августа 1894, Самора-де-Идальго, штат Мичоакан, Мексика — 9 сентября 1985, Мехико) — мексиканский политик, дипломатический и государственный деятель, председатель Генеральной Ассамблеи ООН (1951—1952). Министр иностранных дел Мексики (1952—1958). Постоянный представитель Мексики при ООН (1945—1952 и 1959—1963), судья Международного суда ООН (1964—1973).

## Биография
Изучал право в Национальном автономном университете Мексики. Позже, в аспирантурах американских, французских и британских университетов.
В 1920—1938 годах был на дипломатической службе в ряде стран Европы, в США и Латинской Америки. Работал заместителем министра просвещения и заместителем министра труда и социального обеспечения Мексики.
В 1945 году представлял Мексику на конференции в Сан-Франциско, где подписал Устав Организации Объединенных Наций. Был первым послом Мексики в Организации Объединенных Наций. Во время шестой сессии он был председателем Генеральной Ассамблеи ООН.
В 1952—1958 годах — министр иностранных дел Мексики. Являлся главой ряда мексиканских делегаций на генеральных ассамблеях ООН.
Работал послом в Сальвадоре, Парагвае, ЮНЕСКО, Коста-Рике и Дании. По завершении своей миссии в Постоянном представительстве Мексики при ООН стал вторым мексиканцем после Исидро Фабелы, занявшим пост в Международном суде ООН.
Член Институционно-революционной партии. Выступал за укрепление внешнеполитической независимости и национального суверенитета Мексики.
Нерво является автором книги, опубликованной в 1985 году под названием «Свидетельства 40 лет присутствия Мексики в Организации Объединенных Наций» (Testimonios de 40 años de presencia de México en las Naciones Unidas). 